# المدللة (جرابلس)
المدللة قرية سوريّة تتبع إداريّاً لمحافظة حلب منطقة جرابلس ناحية غندورة، بلغ تعداد سكانها 223 نسمة حسب التعداد السكاني لعام 2004.